# Tricheilostoma dissimilis
Espèce
Synonymes
- Stenostoma dissimilis Bocage, 1886
- Leptotyphlops dissimilis (Bocage, 1886)
- Myriopholis dissimilis (Bocage, 1886)

Tricheilostoma dissimilis est une espèce de serpents de la famille des Leptotyphlopidae.

## Répartition
Cette espèce est endémique du Soudan.	

## Publication originale
- Bocage, 1886 : Typhlopiens nouveaux de la Faune africaine. Jornal de Sciencias Mathematicas, Physicas, e Naturaes, Lisboa, vol. 11, p. 171-174 (texte intégral).